# Bistum Montego Bay
Das Bistum Montego Bay (lat.: Dioecesis Sinus Sereni) ist eine römisch-katholische Diözese mit Sitz in Montego Bay in Jamaika. Es umfasst die Parishs: Saint James, Trelawny, Saint Ann, Westmoreland und Hanover.
Papst Paul VI. gründete am 14. September 1967 das Bistum Montego Bay aus Gebietsabtretungen des Bistums Kingston und unterstellte es diesem als Suffraganbistum.
Am 15. April 1991 gab es einen Teil seines Territoriums zugunsten des neuerrichteten Bistums Mandeville ab.

## Bischöfe von Montego Bay
- Edgerton Roland Clarke (14. September 1967 – 11. November 1994, dann zum Erzbischof von Kingston in Jamaika)
- Charles Henry Dufour (6. Dezember 1995 – 15. April 2011)
- Burchell Alexander McPherson (11. April 2013 – 16. Oktober 2023)
- Sedisvakanz (seit 16. Oktober 2023)